# Ronald Jiménez
Ronald Andres Jiménez Zamora (ur. 9 stycznia 1990 w Cali) – kolumbijski siatkarz, grający na pozycji atakującego, reprezentant Kolumbii. 

## Przebieg kariery
| 2009–2011             | Raision Loimu              |
| 2011–2012             | Olympiakos Pireus          |
| 2012–2014             | Hypo Tirol Innsbruck       |
| 2014–2015             | Saint Nazaire VBA          |
| 2015–2016             | Chaumont VB 52             |
| 2016–2020             | Tourcoing LM               |
| 2020–2021             | Cuprum Lubin               |
| 2021 (do 20.12.2021)  | Hyundai Capital Skywalkers |
| 2021– (od 27.12.2021) | AS Cannes VB               |

## Sukcesy klubowe
Brązowy medalista Mistrzostw Finlandii:
- 2010

Superpuchar Grecji:
- 2011

MEVZA:
- 2013

Mistrzostwo Austrii:
- 2014
- 2013

Puchar Austrii:
- 2014

Puchar Francji:
- 2018[3]

## Sukcesy reprezentacyjne
Mistrzostwa Ameryki Południowej:
- 2015

## Nagrody indywidualne
- 2015: Najlepszy przyjmujący Mistrzostw Ameryki Południowej